# Racismo na comunidade LGBT
O racismo é uma preocupação de muitos nas comunidades ocidentais lésbica, gay, bissexual e transgênero (LGBT), com membros de minorias raciais, étnicas e nacionais relatando sofrer discriminação de outras pessoas LGBT.
Nos Estados Unidos, indivíduos LGBT de uma minoria étnica podem se encontrar em uma minoria dupla, onde não são totalmente aceitos ou compreendidos por comunidades LGBT majoritariamente brancas, nem por seu próprio grupo étnico. Muitas pessoas vivenciam racismo na comunidade LGBT dominantes, onde estereótipos raciais se fundem com estereótipos de gênero; por exemplo, pessoas LGBT asiático-americanas são frequentemente estereotipadas por ocidentais como mais passivos e femininos, enquanto pessoas LGBT afro-americanas são estereotipadas como mais agressivas. Uma quantidade de redes de suporte culturalmente específicas para pessoas LGBT é ativa nos Estados Unidos, como "Ô-Môi", uma rede de suporte para mulheres queer vietnamita-americanas.

## Racismo anti-árabe
Uma reportagem intitulada We're Family Too estudou o que chama de pessoas atraídas ao mesmo sexo de herança árabe na Austrália. Os respondentes eram tanto de famílias cristãs quanto muçulmanas. Muitas pessoas da comunidade árabe falaram sobre estereótipos étnicos.
Alguns judeus mizrahim e judeus árabes relatam exclusão e discriminação pela comunidade LGBT asquenaze em Israel. Alguns judeus mizrahim LGBT alegaram que aspectos do ativismo LGBT asquenaze expressam "hegemonia asquenaze" e não deixam "nenhum espaço cultural legitimizado para queers mizrahim expressarem sua cultura e herança árabe".

## Racismo anti-asiático
Em um estudo pela organização sem fins lucrativos National LGBTQ Task Force sobre asiático-americanos e oceânico-americanos, 82% dos participantes relataram experiências de racismo por membros brancos da comunidade LGBT. O racismo sofrido por asiático-americanos e oceânico-americanos LGBTQ ocorre tanto na sociedade como um todo quanto na comunidade LGBT. Por vezes, isso provém de uma discriminação explícita, e por vezes provém de uma falta de representatividade destes grupos étnicos. Homens gays asiático-britânicos vivendo em Yorkshire e em outros locais no norte da Inglaterra relataram níveis crescentes de racismo e discriminação de homens gays brancos. Comunidades LGBT em áreas etnicamente diversas do Reino Unido, como em Manchester ou Londres, foram descritas pelo Naz Project como mais tolerantes.

## Racismo anti-negro
Muitas pessoas negras LGBT relatam sofrer racismo da comunidade LGBT branca, levando ao repúdio de alguns por rótulos como "gay" e conexões à cultura LGBT branca. O termo same gender loving ("amante do mesmo gênero") foi cunhado pelo ativista Cleo Manago para descrever pessoas de descendência africana que são atraídas por pessoas do mesmo sexo, ao invés de termos como "gay/lésbica", "bissexual" ou "queer". Este termo deveria expressar ativamente o orgulho da herança racial da pessoa em questão.
Esforços para avançar os direitos gays ao lado do movimento pelos direitos negros resultou em opiniões sobre o assunto. Citações de Frank Kameny incluem afirmações como "agora que é antiquado discriminar contra pretos, discriminação contra homossexuais estará em ascensão" e "não há nenhum preto na audiência, mas eu vi um [homem negro] bagunçando os panfletos."
Alguns homens negros gays relatam discriminação e assédio de homens brancos gays em bares e clubes gays. No passado, alguns bares gays exibiriam cartazes que diziam "sem pretos, fems ou faggots", e frases similares.
Alguns homens negros gays sul-africanos relataram sofrer "racismo grotesco" de homens brancos gays durante a época do Apartheid.
Chuck Knipp, um homem branco gay e drag queen, mais conhecido por sua performance em blackface "Shirley Q. Liquor", já foi acusado de racismo. Respondendo à declaração de Knipp de que a personagem Liquor "foi criada para celebrar, e não rebaixar, mulheres negras", Jasmyne Cannick disse em seu blogue: "[...] não é possível para Charles Knipp, um homem branco, ajudar a curar anos de maus tratos e racismo nas mãos de pessoas como ele ao pôr uma peruca, falar IVAA, e em blackface [...] Não há nada remotamente inspirador na performance de Knipp, e eu queria que as pessoas parassem de defender seu personagem com o argumento cansado de que ele está tentando curar a nação. A única coisa que Knipp está tentando curar é o buraco em seu bolso, tentando cobri-lo com todo o dinheiro que faz ao degradar pessoas negras."

### Entre duas comunidades
Clarence Ezra Brown III pesquisou maneiras com as quais homens negros gays se sentem em suas comunidades negra e gay. Homens negros gays estão presos entre duas comunidades onde acreditam não se encaixar. De acordo com Keith Boykin, "o secredinho sobre a população homossexual é que pessoas brancas gays são tão racistas quanto pessoas brancas hétero". Aqueles que não se veem como parte da comunidade LGBT a veem como uma comunidade branca com experiências brancas. Porque homens negros gays enfrentam racismo na comunidade LGBT, isto se traduz à comunidade negra como um todo, significando que as "estruturas de suporte que só se comunicam com suas próprias perspectivas" continuam a aliená-los.

### Estereótipos sexuais
Alguns autores, como Howard Stevenson Jr. e Mary Dianne Plummer escreveram que muito do racismo contra pessoas negras LGBT está enraizado em racismo sexual e na conexão entre estereótipos de papel de gênero e estereótipos raciais. Homens negros que expressam uma preferência sexual por homens brancos já foram acusados de sobrar de "um legado insidioso do racismo branco" que causa racismo internalizado em homens negros. Alguns homens gays afrocêntricos são contra relações interraciais, acreditando que homens negros gays que preferem homens brancos carecem de raízes fortes na comunidade negra ou são ignorantes ao racismo. Os afrocêntricos anti-iterracialidade acreditam que, ao invés de "odiar sua negritude", homens negros gays deveriam namorar apenas outros homens negros gays. Um slogan que promove relações gays entre gays é "black men loving black men" ("homens negros amando homens negros"), que foi popularizado pela antologia de Joseph F. Beam, In the Life, e pelo filme Tongues Untied de Marlon Riggs.
Por outro lado, o livro "The Professor: Witnessing White Power" de Rob Redding usa empirismo para concluir que dormir com homens brancos deu a alguns dos homens negros mais proeminentes do nosso tempo como James Baldwin, Jean-Michel Basquiat, Marvin Gaye e Richard Pryor um destemor quando lidando com brancos racistas. Ele utiliza uma mistura de teorias da comunicação como comunicação proxêmica, cinesia e comunicação háptica junto com uma análise do livro "Not Gay: Sex between Straight White Men" de Jane Ward como um estudo de caso para explorar como relacionamentos entre homens podem ser transformativos à comunidade negra. Ele afirma: "Ward, que é lésbica, escreve sobre trocas de poder entre homens brancos. The Professor explora como relacionamentos e encontros gays interraciais podem ter, empiricamente, tido um impacto na comunidade negra."

## Racismo anti-hispânico e anti-latino
Homens hispânicos e latinos gays relatam sofrer racismo tanto dentro quanto fora da comunidade gay. Homens latinos gays com uma cor de pele mais escura e traços indígenas relatam o maior nível de discriminação, incluindo da comunidade gay branca. Bares gays, por exemplo, eram espaços onde latinos e outras pessoas não-brancas sofreriam discriminação. Isso motivou a criação do primeiro e único bar gay latino no Mission District, em São Francisco, em 1979, o Esta Noche. Lésbicas latinas também relatam sofrer racismo da comunidade LGBT branca. Gays e lésbicas latinos têm se engajado em organizações autônomas desde os anos 70, tratando de assuntos como racismo, sexismo e homofobia. A primeira organização lésbica latina foi fundada em Los Angeles no início dos anos 80, e a National Latino/a Lesbian & Gay Organization (LLEGÓ) foi fundada em 1987, com pessoas LGBT latinas escolhendo se organizar separadamente devido a racismo na comunidade LGBT e homofobia na comunidade latina heterossexual.
Em 2006, latino-americanos protestaram no Castro, São Francisco, contra o racismo anti-latino na comunidade LGBT.
A organização La Casa em East Los Angeles, Califórnia, existe para servir à comunidade LGBT latina e criar um espaço seguro, livre de homofobia e racismo. Membros expressaram suas experiências com "racismo escancarado" da comunidade LGBT branca, particularmente, em West Hollywood.
Entretanto, é importante lembrar que "latinidade queer não é um lugar com fronteiras claramente definidas," ao invés disso variando em aceitação e maneirismo baseado em onde alguém vai. Há pessoas LGBT latinas que encontram apoio dentro de suas comunidades culturais e abertamente celebram suas identidades. Tatiana de la Tierra era uma escritora latina lésbica que não tinha vergonhas sobre sua sexualidade, e muito de seu trabalho forneceu apoio e encorajamento para que outras lésbicas latinas sejam tão desavergonhadas e orgulhosas quanto ela. Ela foi co-fundadora da revista Esto no tiene nombre, que buscava combater os padrões de estigmatização, exclusão e invisibilidade de latinas queer ao criar uma plataforma para livre discussão e expressão de sexualidade.

## Racismo anti-indígena

### Aborígenes australianos
Homens gays aborígenes relatam falta de inclusão e representação na comunidade LGBT majoritariamente branca. Quando homens aborígenes foram incluídos em organizações LGBT, foi frequentemente de uma maneira tokenista.

### Ameríndios canadenses
No Canadá, mulheres lésbicas ameríndias relatam se sentirem marginalizadas das culturas LGBT e mainstream, e também de comunidades ameríndias e de outras comunidades não-brancas. Homens gays ameríndios, muitos que também se identificam como dois-espíritos, frequentemente enfrentam homofobia dentro de comunidades ameríndias e racismo dentro da comunidade LGBT.

### Maoris neozelandeses
A identidade takatāpui é uma forma de muitos maoris expressarem suas identidades como maori e não heterossexual. Apesar de o termo ter caído em desuso por muitos anos, ele foi recentemente recuperado como uma expressão de orgulho. Alguns povos maori questionaram o foco em casamento entre pessoas do mesmo sexo na comunidade LGBT Pākehā (da Nova Zelândia europeia). Na cultura maori tradicional, era comum que casais heterossexuais ou homossexuais não fossem casados. As pessoas maori LGBT que criticam a ênfase exagerada em casamento entre pessoas do mesmo sexo acreditam que foram nisto de forma estreita demais é prejudicial e reduz a diversidade da comunidade LGBT. Eles acreditam que o foco em casamento é um produto da "branquitude".

### Povos nativos estadunidenses
Algumas lésbicas nativas dos Estados Unidos relatam se sentirem desiludidas com pessoas brancas – incluindo lésbicas brancas – e estabeleceram comunidades separatistas exclusivamente para mulheres nativas ou mulheres não-brancas. Lésbicas nativas dos Estados Unidos estabeleceram comunas no Meio-oeste e no norte da Califórnia, em uma tentativa de repudiar a cultura branca, viver de forma autossuficiente e retornar às tradições de seus antepassados tribais.

## Sentimentos anti-italianos
Alguns ítalo-americanos LGBT relatam sofrer discriminação anti-italiana de dentro da comunidade LGBT. Homens gays ítalo-americanos, particularmente homens de pele mais escura, como aqueles de descendência siciliana, relatam sofrer objetificação sexual de homens brancos ou de pele mais clara. Em uma maneira similar à forma como homens negros, asiáticos e latinos são por vezes retratados, homens italianos são retratados como um "objeto de desejo do homem branco", bem como serem considerados "exóticos e bem-dotados, supersexuais e extremamente apaixonados." Estes estereótipos de homens gays italianos e sicilianos também aparecem frequentemente em pornografia gay, mas não são exclusivos à comunidade gay.

## Antissemitismo
De acordo com Warren Hoffman, para o Huffington Post, antissemitismo é sofrido por pessoas judias LGBT por motivos tanto raciais quanto religiosos, bem como racismo contra pessoas não-brancas, misoginia e transfobia.

### Antissemitismo lésbico
De acordo com a Encyclopedia of Lesbian Histories and Cultures, organizações feministas lésbicas não discutem antissemitismo quando discutindo a luta contra a opressão porque acreditam que ele não existe mais ou que não é tão importante quanto racismo ou homofobia. Algumas feministas lésbicas acusaram judeus de serem "assassinos da Deusa", porque acreditam que o deus de Israel é masculino ou andrógino. Judeus também são frequentemente culpados pelo patriarcado. Algumas encenações sexuais feitas por gays e lésbicas incluem fetiches de nazista/judeu em um contexto sadomasoquista e lésbicas judias são frequentemente invisíveis para a comunidade lésbica. Algumas lésbicas vestem suásticas dentro e fora de suas vidas sexuais em uma tentativa de transformar o símbolo ou ignorar o impacto que tem na comunidade judia.
Em 2017, três lésbicas judias foram expulsas da marcha lésbica de Chicago por causa de suas bandeiras de orgulho com Estrelas de Davi. Depois que muitos artigos foram escritos criticando as ações da Chicago Dyke March Collective, o grupo decidiu financiar um "retiro de cura" para seus membros.

### Nikolai Alexeev
Nikolai Alexeev, um ativista pelos direitos LGBT proeminente na Rússia, fez afirmações antissemitas contra Michael Lucas em suas contas no Facebook e no Twitter em 2014, com expressões antissemitas e afirmando que uma "máfia judia" dominava os Estados Unidos e estava "tentando dominar o mundo."

### Pinkwashing
Alguns ativistas LGBT argumentam que Israel usa seu histórico de direitos LGBT para diminuir a importância de alegadas opressões contra palestinos, conhecido como "pinkwashing". Alan Dershowitz considera esse argumento "nada mais que antissemitismo com um rosto rosa." Jonathan Greenblatt, diretor da Liga Antidifamação, também considera pinkwashing uma forma de antissemitismo.

## Racismo anti-turco
Pessoas LGBT de descendência turca na Alemanha frequentemente relatam sofrer "discriminação tripla"; racismo e islamofobia da comunidade alemã não-turca e homofobia das comunidades heterossexuais turca e alemã. Apesar de turco-alemães "ainda sofrerem racismo na comunidade [gay]", o nível de racismo têm diminuído nos últimos 20 anos. Murat Mahşi, um antigo membro do conselho da organização Gays and Lesbians of Turkish Backgrounds (GLADT), disse que racismo e estereótipos raciais de homens etnicamente alemães frequentemente contribuiu para a desintegração da relacionamentos inter-étnicos entre homens turcos e alemães.

## Anticiganismo
Anticiganismo (racismo anti-Rom) tem sido relatado dentro da comunidade LGBT não-Rom da Romênia. Quando a cantora Madonna condenou a homofobia e o anticiganismo durante sua Sticky & Sweet Tour em 2008, muitos romenos LGBT responderam em websites e blogues criticando-a por conectar a luta das pessoas LGBT com a luta dos povos Rom. Muitos comentadores e blogueiros LGBT referiram a pessoas LGBT como "pessoas civilizadas e decentes", ridicularizando o povo Rom como ladrões e criminosos incompatíveis com a "sociedade civilizada". De acordo com a organização de caridade e a favor dos direitos LGBT Stonewall, anticiganismo é prevalente no Reino Unido, com uma distinção sendo feita entre povos Rom e Pavee – ambos comumente conhecidos pelo exônimo "ciganos" no Reino Unido – e os chamados "viajantes [e] ciganos modernos".

## Neonazismo gay
A associação neonazista National Socialist League of the United States limitava sua filiação a gays arianos. O documentário Männer, Helden, schwule Nazis abordou o fenômeno de neonazistas gays na Alemanha. Michael Kühnen e Nicky Crane eram gays neonazistas.

## Racismo sexual contra asiáticos
Homens asiáticos são frequentemente representados na mídia, tanto mainstream quanto LGBT, como feminizados e dessexualizados. Homens LGBT asiáticos frequentemente relatam "racismo sexual" de homens LGBT brancos. O autor asiático-canadense gay Richard Fung escreveu que enquanto homens negros são retratados como hipersexualizados, homens asiáticos são retratados como não-sexuais. Fung também escreveu sobre representações feminizantes de homens asiáticos em pornografia gay, que frequentemente foca na submissão de homens asiáticos aos prazeres de homens brancos. De acordo com Fung, homens gays asiáticos tendem a ignorar ou apresentar desprazer com raças como árabes, negros, e outros asiáticos, mas aparentemente dão aceitação sexual e aprovação a homens gays brancos. A partir do trabalho de Fung, Gilbert Caluya argumenta que a mídia cria uma "castração simbólica" do homem gay asiático. Em pornografia gay interracial, homens asiáticos são geralmente retratados como "passivos" submissos. O pênis do homem gay asiático é escondido e o foco tende a estar nas curvas do corpo, que é uma técnica de filmagem tradicionalmente utilizada para mulheres. Estereótipos racistas sobre homens gays asiáticos, que incluem imagens de todos os homens gays asiáticos como afeminados, tendo pênis pequenos e como parceiros passivos em termos de sexo anal contribui para o racismo anti-asiático dentro da comunidade de homens gays.
Homens gays asiáticos frequentemente sofrem racismo em websites de namoro gay, onde é comum para perfis afirmarem uma preferência sexual a homens de certas raças, usando frases como "nada de asiáticos" ou "nada de gordos, nada de femmes, nada de asiáticos." Alguns homens gays asiáticos relatam serem "relegados ao fundo do espectro de atratividade" graças à "discriminação estética racial", uma mistura de racismo e discriminação estética. Homens gays brancos são mais propensos do que outros grupos raciais a indicar "nada de asiáticos" quando procuram um parceiro. Em muitos países anglófonos, há uma hierarquia racial estrita onde homens brancos estão no topo e homens asiáticos estão em algum lugar muito abaixo. Senthorun Raj argumenta que "brancura...se torna um capital privilegiado do desejo da forma, permitindo corpos que 'se passam por brancos', e marcando corpos que não. 'Outros' raciais se tornam, nessa economia de desejo, fetiches ou objetos repugnantes," e que a brancura se torna o padrão pelo qual a atratividade é medida.
Em um estudo descritivo conduzido por Damien Riggs na Austrália, ele buscou exemplos de perfil de um website de namoro gay e analisou os perfis procurando por sentimentos anti-asiáticos. Suas descobertas mostraram que o racismo anti-asiático tem quatro formas diferentes: "1. A construção do racismo como 'preferência pessoal'; 2. A construção de homens gays asiáticos como não sendo 'homens de verdade'; 3. A construção de homens gays asiáticos como um 'tipo'; e 4. A suposição de que dizer 'desculpa' torna os sentimentos anti-asiáticos de alguma forma aceitáveis." Riggs explica que é problemático fundir desejo racializado a preferência pessoas, já que "isso constrói categorias de 'preferência' e identidade como equiparáveis, o que ignora o fato de que homens asiáticos não escolhem sua identidade asiática." Isso também reduz homens gays asiáticos à categoria de um objeto ou fetiche que pode ser adotado ou posto de lado à vontade.
Um exemplo da terceira forma de racismo anti-asiático de Riggs pode tomar a forma da fetichização de homens gays asiáticos, e portanto sua objetificação. Homens gays brancos que fetichizam homens gays asiáticos recebem o rótulo rice queen ("rainha do arroz"). Rice queens veem homens gays asiáticos como os únicos objetos de interesse erótico possíveis e reduzem homens gays asiáticos à categoria de um objeto.
Mulheres asiáticas são estereotipadas como "passivas mas exóticas", e mulheres lésbicas asiáticas relatam serem estereotipadas como "exóticas" ou vistas como não sendo lésbicas por serem asiáticas. A fetichização asiática também é citada como uma preocupação entra algumas lésbicas asiático-americanas, bem como objetificação sexual. Lésbicas asiático-americanas também enfrentam um conflito com a interseccionalidade de suas identidades como lésbicas e asiático-americanas. Mulheres asiáticas, em especial mulheres femme, são vistas como "alvos fáceis" para assédio por homens graças a seu estereótipo como femininas, dóceis, submissas, passivas, e fracas. De forma similar, estereótipos da aparência de uma mulher asiática, tipicamente femme, em contraste com o estereótipo da aparência de uma lésbica – tipicamente butch – excluem mulheres asiáticas lésbicas e bissexuais femme.

### Homens gays asiáticos na mídia
Homens gays asiáticos têm o estereótipo de serem femininos, como retratado em mídia como o episódio "Where the Boys Are" da série Grey's Anatomy, que retrata um homem asiático como o esposo ao invés de seu parceiro branco, um soldado. CHong-Suk Han, um dos principais pesquisadores de homens asiático-pacífico-americanos queer, diz que tais imagens contribuem para uma desvalorização cultural da sexualidade de homens gays asiáticos. De acordo com a Gay & Lesbian Alliance Against Defamation (GLAAD), 86 por cento dos personagens LGBT mostrados durante a temporada televisiva 2008—2009 nos Estados Unidos era brancos; 19 por cento eram de descendência asiática – principalmente em papeis terciários. Artigos de mídia LGBT, como "How to Gab in Gaysian" da Out Magazine, publicado em fevereiro de 2005, são vistos como perpetuadores da percepção da condição gay para homens asiáticos como estrangeira ou fora da norma.

### Mulheres lésbicas asiáticas na mídia
Mulheres lésbicas asiáticas são geralmente retratadas como femmes na mídia ocidental, com uma prevalência de estereótipos mais femininos de mulheres asiáticas: Dragon Lady ("Mulher Dragão") e China Doll ("Boneca de Porcelana"). Também há uma crescente presença de artes e mídia gays e lésbicas na Ásia e em diásporas asiáticas, como as Yellow Kitties, um grupo de apoio social para asiáticos LGBT australianos com membros em todo o mundo.
Mulheres asiáticas lésbicas e bissexuais relatam um sentido de invisibilidade em tanto comunidades LGBT quanto na cultura dos Estados Unidos como um todo, o que é suplementado pela falta de representação de mulheres asiáticas lésbicas e bissexuais na mídia mainstream.